# 北出塔次郎

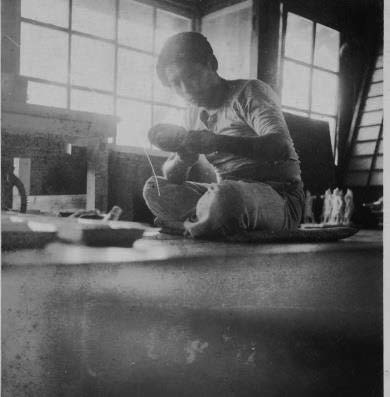
北出塔次郎

北出 塔次郎（きたで とうじろう、1898年3月8日 - 1968年12月12日）は、日本の陶芸家。九谷焼陶芸作家。旧姓は坂本、本名は北出藤治郎。作陶に転じる以前の多様な経験と知識から九谷焼に新しい作風を生み出した。

## 経歴
1898年（明治31年）兵庫県に生まれる。1916年（大正5年）関西大学法科を中退、大阪美術学校で南画の矢野喬村に学ぶ。その後、1921年（大正10年）に九谷焼の北出家に婿養子に入ると作陶家に転じて、板谷波山に師事。さらに1936年（昭和11年）には九谷焼の本格的に取り組もうとしていた富本憲吉に師事した。
1940年（昭和15年）紀元二千六百年奉祝美術展に「色絵陶磁魚貝文平鉢」を出品。1941年（昭和16年）第4回新文展には「悠久牛壁面パネル」を出品して特選を受賞。この頃までには石川県勅使村（現 加賀市）に居を移している。
1946年（昭和21年）金沢美術工芸専門学校講師、1949年（昭和24年）に同校の教授となった。その傍ら日展への出品を続け、後に日展評議員となった。
1968年（昭和43年）日本芸術院賞を受賞。同年12月12日、胃癌のため療養先の富山県東砺波郡で死去した。享年70才。
晩年、自分の作品の一部や収集した作品などを金沢美術工芸大学に寄贈。同大学では北出コレクションとして収蔵している。